# Rhinobatos leucorhynchus
Rhinobatos leucorhynchus е вид акула от семейство Rhinobatidae. Видът е почти застрашен от изчезване.

## Разпространение и местообитание
Разпространен е в Гватемала, Еквадор, Колумбия, Коста Рика, Мексико (Гереро, Долна Калифорния, Колима, Мичоакан, Наярит, Оахака, Синалоа, Сонора, Халиско и Чиапас), Никарагуа, Панама, Салвадор и Хондурас.
Среща се на дълбочина от 2 до 64 m, при температура на водата от 25,1 до 25,9 °C и соленост 33 – 33,5 ‰.

## Описание
На дължина достигат до 70,2 cm.